# ふくやま書道美術館
ふくやま書道美術館（ふくやましょどうびじゅつかん、Fukuyama Museum of Calligraphy）は広島県福山市西町二丁目（ふくやま美術館2階）にある美術館。

## 概要
2003年（平成15年）8月に福山市西町一丁目1番1号にあった福山ロッツ（のちのエフピコRiM）8階に開館した。福山出身の書家である栗原蘆水のコレクション375点の寄贈を受けた。
2020年（令和2年）12月8日、福山市西町のふくやま美術館2階に移転した。

## 所蔵作品

### 日本の書画
- 藤原佐理「頭弁帖」[5]
- 手鑑「あし邊」（古筆手鑑）
  - 伝聖武天皇「大聖武」[5]
  - 伝光明皇后「蝶鳥下絵経切」[5]
  - 伝紀貫之（源兼行筆）「高野切（第二種）」 - 紀貫之の筆と伝えられていたが源兼行のものと判明[5]
  - 伝源順（源兼之筆）「栂尾切」[5]
  - 伝藤原行成「金砂子万葉集切」[5]
- 一休宗純「墨跡」[5]
- 本阿弥光悦「書状」[5]
- 沢庵宗彭「撥草」[5]

### 中国の書画
- 唐寅「山水図幅」[6]
- 文徴明「呉宮萬玉賦細楷書幅」[6]
- 董其昌「七言二句草書幅」[6]
- 張瑞図「紺紙金泥写経冊」[6]
- 王鐸「瓊蕊廬帖」[6]
- 傅山「五律草書幅」[6]

### 備後ゆかりの書家
- 桑田笹舟「ふるさとは」[3]
- 谷邊橘南「青芝山」[3]
- 宮本竹逕「琴の音に」[3]
- 村上三島「王鐸詩七絶草書幅」[3]
- 桑田三舟「艶白」[3]
- 栗原蘆水 「はじめに」[3]

## 開館時間・休館日
- 開館時間 - 9:30～17:00
- 休館日 - 月曜日（祝休日の場合、翌日）、展示替えの期間

## 交通アクセス
- JR山陽新幹線および山陽本線 福山駅